# Claude Baumann
Claude Baumann (* 4. April 1953 in Frankreich) ist eine ehemalige Schweizer Schachspielerin, FIDE-Meisterin der Frauen und vierfache Schweizer Meisterin.

## Karriere
Claude Baumann wuchs in Lille auf und wanderte 1970 in die Schweiz aus. Sie spielte als Kind gegen ihren Vater Schach, verlor und gab das Spiel auf. Ihr Mann schenkte ihr später ein Schachbuch und so fing sie es an. Sie gehörte von 1981 bis 1995 zu den besten Schweizer Schachspielerinnen.

## Erfolge und Auszeichnungen

### Schweizer Meisterschaft
Sie nahm mehrfach an den Einzelfinals der Schweizer Frauen-Schachmeisterschaften teil und gewann viermal die Goldmedaille:
- 1982 in Silvaplana
- 1987 in Lenk
- 1988 in Silvaplana
- 1991 in Chiasso

### Weltmeisterschaft
Claude Baumann nahm viermal an den Zonenturnieren der Frauen-Weltmeisterschaft im Schach teil:
- 1985 in Bad Lauterberg, 9. Platz[3]
- 1989 in Haifa, geteilter 5.–6. Platz[4]
- 1991 in Graz, 9. Platz[5]
- 1993 in Graz, geteilter 7.–8. Platz[6]

### Schacholympiade
Claude Baumann spielte für die Schweiz bei den Schacholympiaden:
- 1982 an Brett drei bei der 10. Schacholympiade (Frauen) in Luzern (+3, =4, −3)
- 1984 an Brett zwei bei der 26. Schacholympiade (Frauen) in Thessaloniki (+4, =2, −6)
- 1986 an Brett drei bei der 27. Schacholympiade (Frauen) in Dubai (+4, =2, −4)
- 1988 an Brett zwei bei der 28. Schacholympiade (Frauen) in Thessaloniki (+4, =3, −5)
- 1990 an Brett zwei bei der 29. Schacholympiade (Frauen) in Novi Sad (+3, =5, −3)
- 1992 an Brett drei bei der 30. Schacholympiade (Frauen) in Manila (+2, =4, −5)

### Europäische Meisterschaft
Claude Baumann spielte für die Schweiz bei der Europäischen Mannschaftsmeisterschaft:
- 1992 am ersten Ersatzbrett bei der 1. Europäischen Mannschaftsmeisterschaft (Frauen) in Debrecen (+0, =2, −0).